# Pallenis
Pallenis es un género de plantas fanerógamas de la familia de las asteráceas. Tiene media docena de especies aceptadas de las 13 descritas.

## Descripción
Es una planta anual o bienal herbácea con vellosidad blanca en sus tallos, alcanza una altura de 20-50 cm. Crece en terrenos incultos o bordes de carreteras. Son muy fuertes y sobreviven a sequías y heladas. Las hojas son pequeñas, enteras, alternas, elípticas o ovadas. Tiene peciolos cortos en la base del tallo pero son sésiles en la parte superior. La solitaria inflorescencia se encuentra en la cima de las ramas, mostrando numerosos discos florales amarillo anaranjado y floretes de rayos amarillos.[cita requerida]

## Distribución
Es un género típico del Mediterráneo, creciendo en desiertos y costas del sur de Europa, norte de África, Islas Canarias y Medio Oriente hasta Pakistán occidental (para una de ellas).[cita requerida]

## Especies aceptadas
- Pallenis cuspidata Pomel
- Pallenis cyrenaica Alavi
- Pallenis hierochuntica (Michon) Greuter
- Pallenis maritima (L.) Greuter (anteriormente  Odontospermum maritimum Sch.Bip. y Asteriscus maritimus (L.) Less.)
- Pallenis spinosa [L.) Cass.
- Pallenis teknensis (Dobignard & Jacquemoud) Greuter & Jury[1]